# М-88
М-88 — советский авиационный звездообразный поршневой двигатель воздушного охлаждения. Развитие французского Gnome et Rhône 14K Mistral Major — производящегося в СССР по лицензии с обозначением М-86, который доработан в М-87.
Разрабатывался с 1937 года в ОКБ-29. С конца 1939 года выпускался серийно на заводе № 29 в Запорожье.

## Конструкция
От М-87 двигатель отличался усиленным картером, коленчатым валом, шатунами, вафельным оребрением днища поршня, карбюратором АК-88 и другими агрегатами. Форсирован по оборотам.

## Модификации
Существовали следующие модификации двигателя.
- М-88б/р (или М-88БР) — безредукторный, серийно не выпускался.
- М-88 (или М-88Р) — редукторный, выпускался серийно с осени 1939 г. Вес 684 кг.
- М-88НВ — переделка М-88 под впрыск топлива низкого давления. Изготовлено 5 экземпляров
- М-88А — редукторный, выпускался серийно
- М-88Б — выпускался со второй половины 1940 г. Самая массовая модификация.
- М-88Б-НВ — опытный образец М-88Б с непосредственным впрыском топлива. Испытывался в апреле 1944 г.
- М-88ТК (М-88Б с турбонагнетателем ТК-3) — опытные образцы испытывались на самолете Ил-4ТК в марте 1943
- М-88Б с турбонагнетателем ТК-М — испытывался на Ил-4ТК с августа 1943 г.
- М-88В — высотная модификация на базе М-88Б
- М-88Ф — форсирован до 1250 л. с., выпускался небольшой серией в 1943 г. изготовлено около 20 экэемпляров
- М-88Ф-НВ — опытный образец с непосредственным впрыском топлива. Проходил испытания в январе 1944 г.

## Применение
Двигатель М-88 устанавливался на следующих моделях самолетов:
- Ил-4 (ДБ-3ф)
- Су-2
- И-28
- Та-1(ОКО-6), Та-3 (ОКО-6бис)
- И-190
- И-180
- ШБ
- И-220